# Diego Costa
Diego da Silva Costa (* 7. Oktober 1988 in Lagarto, Sergipe) ist ein brasilianisch-spanischer Fußballspieler. Der Stürmer spielte zunächst für die brasilianische Nationalmannschaft, wechselte aber 2013 nach dem Erhalt der spanischen Staatsangehörigkeit in die spanische Auswahl und nahm mit dieser in der Folge an den Weltmeisterschaften 2014 und 2018 teil. Seit Februar 2024 steht er bei Grêmio Porto Alegre unter Vertrag.

## Karriere

### Im Verein

#### Anfänge und Wechsel nach Spanien
Diego da Silva Costa begann als Jugendlicher seine Karriere bei Barcelona Esportivo Capela in Ibiúna bei São Paulo. Mit 16 Jahren ging er nach Portugal zu Sporting Braga. Zunächst wurde er an den FC Penafiel ausgeliehen, bei dem er größere Clubs in Europa auf sich aufmerksam machte. Im Duell um den jungen, talentierten Stürmer machte Atlético Madrid das Rennen; statt ihn selbst einzusetzen wurde er in der Saison 2007/08 jedoch an Celta Vigo in die Segunda División neben seinem Vereinskollegen Mario Suárez verliehen, da er zu diesem Zeitpunkt keinen EU-Pass besaß und deshalb nicht mehr im Kader untergebracht werden konnte. Für die Saison 2008/09 war Costa an den spanischen Zweitligisten Albacete Balompié ausgeliehen. Dort erzielte er in 35 Spielen neun Tore und empfahl sich für höhere Aufgaben.

#### Real Valladolid
In der folgenden Saison wechselte Diego Costa zu Real Valladolid. Atlético Madrid sicherte sich allerdings eine Rückkaufoption nach dem ersten Jahr. Am 13. September 2009 gab er dort sein Debüt in der Primera División im Spiel gegen den FC Valencia. Nach einem Jahr nutzte Atlético Madrid die Rückkaufoption und Costa verließ den Verein, nachdem dieser abgestiegen war, als etablierter Stammspieler.

#### Rückkehr zu Atlético Madrid
In der Saison 2010/11 war er hinter Diego Forlán und Sergio Agüero dritter Stürmer. Er wurde bei 23 Einsätzen 15-mal eingewechselt und traf sechsmal. In der Vorbereitung auf die Saison 2011/12 zog er sich früh einen Kreuzbandriss zu und verpasste dadurch die komplette Hinrunde. Um anschließend genügend Spielpraxis sammeln zu können, wurde er bis zum Saisonende an Rayo Vallecano verliehen. Diese Spielpraxis nutzte Costa und erzielte in 16 Partien zehn Tore für Rayo. Nach seiner vierten Ausleihe etablierte er sich schließlich bei Atlético in der Stammelf und wurde mit der Mannschaft in der Liga Dritter, wodurch der Verein direkt für die Champions League 2013/14 qualifiziert war. Zudem erreichte er mit der Mannschaft das Finale der Copa del Rey und trat dort gegen Real Madrid an. Im Endspiel – das in der Heimstätte Reals, dem Estadio Santiago Bernabéu, ausgetragen wurde – geriet Atlético früh in Rückstand, den Costa in der 35. Minute ausglich, und gewannen durch ein Tor in der Verlängerung erstmals seit dem Double 1996 wieder die Copa del Rey.

#### FC Chelsea

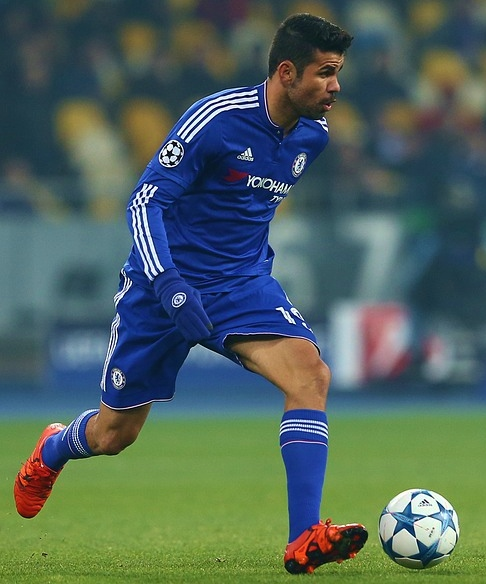
Costa als Spieler von Chelsea (2015)

Zur Saison 2014/15 wechselte Costa in die Premier League zum FC Chelsea. Er erhielt einen bis zum 30. Juni 2019 gültigen Fünfjahresvertrag. In seinen ersten vier Ligaspielen erzielte er sieben Tore. In der Saison erzielte er insgesamt 20 Tore in 26 Ligaeinsätzen und gewann mit dem Klub die englische Meisterschaft sowie den League Cup. Die Saison 2015/16 verlief für Costa und den FC Chelsea weniger erfolgreich. Aufgrund einer schwachen Spielzeit, in der José Mourinho durch Guus Hiddink ersetzt worden war, erzielte er in 28 Einsätzen zwölf Tore. Unter dem neuen Trainer Antonio Conte gewann der FC Chelsea in der Saison 2016/17 erneut die Meisterschaft, zu der Costa in 35 Spielen 20 Treffer beisteuerte.

#### Rückkehr zu Atlético Madrid
Im Sommer 2017 teilte Chelsea-Trainer Antonio Conte Costa nach eigener Aussage per SMS mit, dass er nicht mehr mit ihm plane. Bereits in der Vorsaison war er nach einem Disput mit dem Trainer für ein Spiel suspendiert worden. Costa hätte nach seiner Schilderung mit der Reserve-Mannschaft trainieren sollen sowie nicht die Kabine betreten und keinen Kontakt zur Mannschaft haben dürfen. Costa blieb daraufhin in seiner Heimat Brasilien und kehrte, nachdem er eine Woche Sonderurlaub erhalten hatte, nicht nach London zurück. Als Ersatz verpflichtete der FC Chelsea Álvaro Morata von Real Madrid. Für sein Fernbleiben erhielt er laut eigener Aussage mehrfach Geldstrafen. Costa äußerte, dass für ihn nur eine Rückkehr zu Atlético Madrid in Frage käme. Ein Transfer in der Sommertransferperiode scheiterte. Da gegen Atlético Madrid noch bis zum Jahresende von der FIFA eine Transfersperre verhängt war, hätte er bis dahin nicht in Pflichtspielen auflaufen dürfen.
Am 21. September 2017 bestätigten der FC Chelsea und Atlético Madrid, sich auf einen Transfer Costas geeinigt zu haben. Am 26. September 2017 wurde Costa unter Vertrag genommen. Er stieg ab sofort in das Mannschaftstraining ein und war ab Januar 2018 (Öffnung des Wintertransferfensters) spielberechtigt.
Am 3. Januar 2018 gab Costa beim 4:0-Sieg gegen den Drittligisten Lleida Esportiu in der Copa del Rey sein Comeback und erzielte fünf Minuten nach seiner Einwechselung das zwischenzeitliche 3:0. Bei seinem Comeback in der Primera División am 6. Januar 2018 erzielte er beim 2:0-Sieg gegen den FC Getafe den Treffer zum Endstand und wurde beim anschließenden Torjubel mit der gelb-roten Karte des Feldes verwiesen.
In der Saison 2020/21 kam Costa hinter dem Neuzugang Luis Suárez und João Félix lediglich auf 7 Ligaeinsätze (2-mal von Beginn), in denen er 2 Tore erzielte. Ende Dezember 2020 einigte er sich mit dem Verein daher auf eine Auflösung seines noch bis zum Saisonende laufenden Vertrags.

#### Über Brasilien zurück in die Premier League
Im August 2021 schloss sich Costa daraufhin dem brasilianischen Verein Atlético Mineiro an. Im Dezember des Jahres konnte er mit dem Klub die brasilianische Meisterschaft 2021 gewinnen. Im selben Monat schloss sich der Erfolg im Copa do Brasil 2021 an. Am 16. Januar 2022 kündigte Costa seinen Vertrag bei dem Klub.
Nach knapp acht Monaten Vereinslosigkeit kehrte Costa im September 2022 in die Premier League zurück und unterschrieb bei den Wolverhampton Wanderers einen Vertrag bis zum Ende der Saison 2022/23.

#### Rückkehr nach Brasilien
Im August 2023 wechselte er zu Botafogo FR nach Brasilien.

### In der Nationalmannschaft

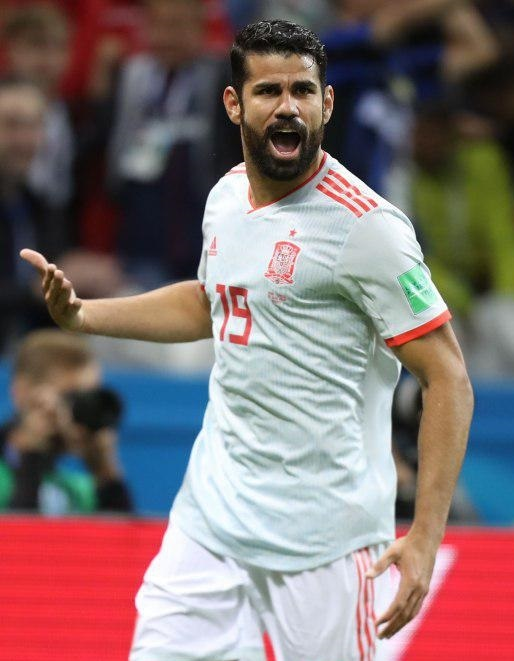
Costa im Trikot der Nationalmannschaft Spaniens (2018)

Im März 2013 wurde er von Nationaltrainer Luiz Felipe Scolari erstmals in den Kader der brasilianischen A-Nationalmannschaft berufen. In den beiden Freundschaftsspielen gegen Italien und Russland wurde er jeweils in der Schlussviertelstunde eingewechselt und seitdem nicht erneut berufen.
Im Juli 2013 erhielt Costa die spanische Staatsangehörigkeit. Nachdem er in keinem Pflichtspiel für Brasilien zum Einsatz gekommen war, entschied er sich im Oktober 2013, künftig für die spanische Fußballnationalmannschaft zu spielen. Daraufhin wurde er von Vicente del Bosque für die Länderspiele am 16. November 2013 gegen Guinea und am 19. November 2013 gegen Südafrika nominiert, wo er aufgrund eines Muskelfaserrisses allerdings ausfiel. Sein Debüt absolvierte Costa schließlich am 5. März 2014 beim 1:0-Testspielsieg gegen Italien über die volle Spielzeit. Für die Weltmeisterschaft in Brasilien wurde er in den spanischen Kader berufen und stand beim Auftaktspiel gegen die Niederlande sowie im folgenden Spiel gegen Chile in der Startelf.
Vier Jahre später wurde er zur Weltmeisterschaft 2018 erneut in das spanische Aufgebot berufen. Im Auftaktspiel gegen Portugal traf er beim 3:3 doppelt für seine Mannschaft.

## Erfolge
Atlético Madrid
- UEFA Europa League: 2018
- UEFA Super Cup: 2010, 2012, 2018
- Spanischer Pokal: 2013
- Spanischer Meister: 2014
- UEFA-Champions-League-Finalist: 2014

Chelsea
- Englischer Ligapokal: 2015
- Englischer Meister: 2015, 2017

Atlético Mineiro
- Brasilianischer Meister: 2021
- Copa do Brasil: 2021

## Auszeichnungen
- Torschützenkönig der Copa del Rey: 2013[24]
- Spieler des Monats der Primera División: September 2013

## Trivia
Ende September 2021 wurde bekannt, dass Costa Teil von Ermittlungen der Polizei von Sergipe wegen Glücksspiel, Geldwäsche und Steuerhinterziehung ist.